# Восьмичленное сочинение
Восьмичленное сочинение (кит. трад. 八股文, пиньинь bāgǔwén) — специфический для Китая эпох Мин и Цин литературный жанр, используемый только в системе государственных экзаменов, основная форма аттестации.
Впервые сочинение-рассуждение как форма аттестации была предложена Ван Аньши в XI веке, и стала канонической указом императора Хун-у в 1370 году, а сам термин вошёл в употребление в XV веке. Жанр «восьмичленного» сочинения был чрезвычайно формализованным, предполагая, в первую очередь, рассуждение на одну из тем Пятиканония и Четверокнижия с каноническими комментариями Чжу Си. Предполагалось соблюдение архаического литературного стиля (гувэнь) с аллюзиями и изобильным параллелизмом. Структура такого сочинения включала следующие секции:
1. Вступление (кит. 破题) ‒ два предложения прозой, вводящие рассуждение.
2. Развитие темы (кит. 承題) ‒ пять предложений прозой, развивающие вступление.
3. Общее рассуждение (кит. 起讲) ‒ прозой.
4. Развитие рассуждения (кит. 起股) ‒ экзаменационным заданием определялось количество: 4, 5, 8 или 9 пар предложений, которые должны были развивать общую тему, здесь автор сочинения показывал искусство подбирать синонимы при сохранении смысла и структуры текста.
5. Центральное рассуждение (кит. 中股) ‒ ритмической прозой с параллелями, число которых, однако, не ограничивалось, для полного раскрытия темы сочинения.
6. Завершающее рассуждение (кит. 后股) ‒ ритмической прозой с параллелями. В этой части допускалось обсуждение моментов, не вошедших в центральное рассуждение.
7. Увязка рассуждений (кит. 束股) ‒ от 2 до 5 пар предложений. Здесь должны быть связаны между собой все тематические линии сочинения.
8. Большая увязка (кит. 大结) ‒ общий итог сочинения. Писался прозой, данная часть была строго формализована, свобода выражения не допускалась.

Данный текст, кроме того, был ограничен в общем числе знаков и использовании некоторых слов и выражений, считавшихся «оскорбительными» для общественной морали и Высочайшего присутствия. Рассуждения на темы современности строго воспрещались: все исторические аллюзии должны были относиться ко времени, предшествующему кончине Мэн-цзы (289 г. до н. э.).